# Volborattella
Genre
Volborattella est un genre d'araignées aranéomorphes de la famille des Oonopidae.

## Distribution
Les espèces de ce genre sont endémiques de Madagascar.

## Description
Les mâles mesurent de 1,35 à 1,65 mm et les femelles de 1,50 à 1,90 mm.

## Liste des espèces
Selon World Spider Catalog (version 16.0, 24/02/2015) :
- Volborattella guenevera Saucedo, Ubick & Griswold, 2015
- Volborattella nasario Saucedo, Ubick & Griswold, 2015
- Volborattella paulyi Saucedo, Ubick & Griswold, 2015
- Volborattella teresae Saucedo, Ubick & Griswold, 2015
- Volborattella toliara Saucedo, Ubick & Griswold, 2015

## Publication originale
- Saucedo, Ubick & Griswold, 2015 : The goblin spiders of the new genus Volborattella (Araneae, Oonopidae) from Madagascar. American Museum Novitates, no 3822, p. 1-71 (texte intégral).